# Ilse Hass (Theologin)
Ilse Hass (* 28. Juli 1941 in Hamburg; † 17. April 1995 ebenda) war eine evangelische Theologin, die überwiegend in Hamburg wirkte. Sie war 1969 die erste Frau, die in der Hamburgischen Landeskirche als Pastorin ordiniert wurde.

## Leben und Wirken
Ilse Hass studierte Theologie in Hamburg. 1966 bestand sie vor dem Theologischen Prüfungsamt der Hamburgischen Landeskirche unter dem Vorsitz von Bischof Wölber das erste theologische Examen, 1968 dann vor demselben Gremium das zweite Examen. Im Januar 1969 beschloss die Kirchensynode, dass auch Frauen als Pastorinnen wirken dürfen. Am 23. März 1969 wurde Ilse Hass als erste Frau in der Hamburgischen Landeskirche ordiniert. Die feierliche Ordination fand in der Hauptkirche St. Nikolai am Klosterstern statt. Im Oktober 1969 wurde sie als Hilfspredigerin und Pastorin dem Evangelischen Frauenwerk zugewiesen. Ab Mai 1970 wurde sie für zwei Jahre beurlaubt, 1974 schloss sie ihre theologische Dissertation über die Die protestantische Christenheit in der Volksrepublik China und die Chinaberichterstattung in der deutschen evangelischen Missionsliteratur an der Universität Hamburg ab. 1975 war Ilse Hass Pastorin in Geesthacht, ab 1977 dann in St. Johannis-Harvestehude in Hamburg. Erst 1979 wurden Frauen in der Landeskirche Hamburgs den Männern völlig gleichgestellt. Bis dahin durften sie noch kein Pfarramt leiten und mussten unverheiratet sein. Bis 1985 war Ilse Hass Pastorin an St. Johannis-Harvestehude, dann ging sie in den Ruhestand. Sie starb 1995 in Hamburg im Alter von 53 Jahren.

## Schriften (Auswahl)
- Die protestantische Christenheit in der Volksrepublik China und die Chinaberichterstattung in der deutschen evangelischen Missionsliteratur. Hamburg 1974. (Dissertation am Fachbereich Evangelische Theologie, Universität Hamburg)